# Klosterkumbd
Klosterkumbd település Németországban, Rajna-vidék-Pfalz tartományban. Lakosainak száma 272 fő (2023. december 31.). Klosterkumbd Alterkülz és Laubach községekkel határos.

## Népesség
A település népességének változása:
| Lakosok száma | 266  | 285  | 262  | 270  | 272  | 271  | 272  |
|               | 1975 | 2010 | 2017 | 2019 | 2021 | 2022 | 2023 |